# Theodore von Kármán
Theodore von Kármán, oorspronkelijke Hongaarse naam Kármán Tódor, geboren als Mihály Tivadar Kármán (Boedapest, 11 mei 1881 – Aken, 7 mei 1963), was een Hongaars-Amerikaanse werktuigbouwkundige en natuurkundige.
Von Kármán was voornamelijk werkzaam op het gebied van de aerodynamica en ruimtevaart. Hij is bekend om vele belangrijke ontdekkingen op het gebied van de aerodynamica, vooral om zijn werk op het gebied van supersone en hypersone stromingen.
In zijn werk past hij vooral wiskundige methoden toe voor het bestuderen van stromingen. De interpretatie van dergelijke resultaten hebben geleid tot praktische toepassingen en ontwerpen.